# Nijigasaki High School Idol Club
Nijigasaki High School Idol Club (虹ヶ咲学園スクールアイドル同好会 Nijigasaki Gakuen Sukūru Aidoru Dōkō-kai), gekürzt auch Nijigaku oder einfach Njigasaki, ist ein Ableger des Love-Live!-Projektes und dessen Videospieles Love Live! Scholl Idol Festival All Stars.
Anders als bei den Projekten der Hauptreihe stehend die Hauptcharaktere als Solo-Idols in Konkurrenz zueinander, wobei sie gemeinsam versuchen, den Schul-Idol-Klub vor der Zerschlagung zu retten. Nebenbei existiert eine Idol-Gruppe, die unter dem Namen Nijigasaki High School Idol Club bekannt ist.

## Konzept
Die Handlung findet an der fiktiven Nijigasaki-Oberschule, die sich auf der künstlichen Insel Odaiba in der Bucht von Tokio befindet, statt. Anders als bei den Projekten der Love-Live!-Hauptreihe versuchen die Charakter nicht ihre Schule vor der Schließung zu retten, sondern den schulinternen Idol-Klub vor der Zerschlagung zu bewahren.

## Medien

### Anime
Mitte Dezember des Jahres 2019 wurde bekannt gegeben, dass Nijigasaki High School Idol Club eine Umsetzung als Anime-Fernsehserie erhalte. Die Charaktere des Nijigasaki Academy's Idol Appreciation Clubs wurden bereits im Jahr 2017 im Smartphonespiel Love Live! School Idol Festival eingeführt. Der Anime entsteht im Studio Sunrise unter der Regie von Tomoyuki Kawamura, während das Drehbuch von Jin Tanaka geschrieben wird. Das Charakterdesign wird von Takumi Yokota entworfen. Das Originalkonzept wurde von Sakurako Kimino erdacht, die bereits in Vergangenheit eng mit dem Projekt involviert war.
In einer öffentlichen Abstimmung wurde abgehalten um den Namen eines Charakters zu ermitteln, der dem spielbaren Charakter im Smartphonespiel nachempfunden ist.
Im Mai 2021 wurde die Produktion einer zweiten Staffel angekündigt, welche ab April 2022 ausgestrahlt wurde.

#### Veröffentlichung
Die erste Episode der Anime-Fernsehserie wurde am 3. Oktober 2020 im japanischen Fernsehen auf Tokyo MX, Sun TV und KBS ausgestrahlt. Ab dem 4. Oktober zeigte BS11 die Serie im Fernsehen. Die Ausstrahlung auf regionalen Fernsehsendern erfolgte ab dem 6. Oktober. Zudem wurde der Anime über Line Live, dem Bandai-Channel und auf YouTube gestreamt. Im südostasiatischen Raum wurde die Serie von Muse Communications lizenziert. In Deutschland lief die Serie ab dem 3. Oktober 2020 auf Anime on Demand und Crunchyroll im Simulcast.

#### Synchronisation
| Rolle         | japanischer Sprecher (Seiyū) |
| ------------- | ---------------------------- |
| Ayumu Uehara  | Aguri Ōnishi                 |
| Kanata Konoe  | Akari Kitō                   |
| Rina Tennōji  | Chiemi Tanaka                |
| Shizuku Ōsaka | Kaori Maeda                  |
| Emma Verde    | Maria Sashide                |
| Kasumi Nakasu | Mayu Sagara                  |
| Karin Asaka   | Miyu Kubota                  |
| Ai Miyashita  | Natsumi Murakami             |
| Setsuna Yūki  | Tomori Kusunoki              |

### Musik
Im Vergleich zu den Vorgängern Love Live! School Idol Project und Love Live! Sunshine!!, in denen die Figuren eine Idol-Gruppe mit drei Sub-Gruppen à drei Charakteren bilden, arbeiten die Charaktere zusätzlich individuell. Es existiert dennoch eine Gruppe, in der alle Charaktere gemeinsam auftreten. Auch ist diese wiederum in drei Sub-Units geteilt, die allerdings aus zwei, drei bzw. vier Charakteren bestehen. Ein Voting, das die Namen der Sub-Gruppen, sowie die Besetzung mit den Charakteren ermitteln sollte, endete im Juni 2019. Die Gruppen heißen:
- DiverDiva, bestehend aus Ai Miyashita und Karin Asaka
- A • Zu • Na, bestehend aus Ayumu Uehara, Shizuku Ōsaka und Setsuna Yūki
- Qu4rtz (gesprochen wie Quarz), bestehend aus Kasumu Nakasu, Kanata Konoe, Emma Verde und Rina Tennōji

Bisher brachte das Franchise vier Single-Veröffentlichungen und drei Studioalben hervor, die in die japanischen Single- bzw. Albumcharts einsteigen konnten.